# Ерзовка (Оханский район)
Ерзовка — деревня в Оханском городском округе Пермского края России.

## Географическое положение
Деревня расположена на правом берегу Камы на расстоянии примерно 30 километров по прямой на юг-юго-восток от города Оханск.

## История
Деревня впервые упоминалась в 1783 году. С 2006 по 2018 год входила в состав Беляевского сельского поселения Оханского района. После упразднения обоих муниципальных образований стала рядовым населённым пунктом Оханского городского округа.

## Климат
Климат умеренно континентальный. Наиболее тёплым месяцем является июль, средняя месячная температура которого 17,4—18,2 °C, а самым холодным январь со среднемесячной температурой −15,3…−14,7 °C. Продолжительность безморозного периода 110 дней. Снежный покров удерживается 170—180 дней.

## Население
Постоянное население составляло 10 человека (90 % русские) в 2002 году, 2 человека в 2010 году.